# Embelia nilotica
Embelia nilotica är en viveväxtart som beskrevs av Oliver. Embelia nilotica ingår i släktet Embelia och familjen viveväxter. Inga underarter finns listade i Catalogue of Life.